# Коефіцієнт аеродинамічного опору виробки
Коефіцієнт аеродинамічного опору виробки (рос. коэффициент аэродинамического сопротивления выработки (коэффициент “альфа”), англ. coefficient of friction, нім. aerodynamischer Widerstandsfaktor m des Grubenbaus (Alpha-Faktor m), Koeffizient “α” — у гірничій справі величина, що залежить від ступеня і типу шорсткості поверхні виробки та конфігурації її перетину. Визначається розрахунковим шляхом, а також за допомогою довідкових таблиць залежно від типу виробки, виду кріплення, його характеристики та від наявності у виробці конвеєрних поставів. 